# 董天錫
董天錫（1473年—？），字壽甫，號璜溪，江西贛州府寧都縣人，官籍，明朝政治人物。

## 生平
弘治五年（1492年）壬子科江西鄉試第八十五名，弘治九年（1496年）丙辰科二甲十四名進士。官刑部主事，升员外、郎中，後升職青州府知府，當時青州發生蝗災，天锡减免赋税，发放救济粮，百姓大安。正德六年（1511年）二月升任山东盐运使，丁忧归。服阕，十一年九月补两浙都轉運鹽使司運使。十六年正月升四川左参政，嘉靖二年（1523年）十二月升本布政司右布政使，轉貴州左布政使，晉大理寺卿。十八年闰七月起用为南京大理寺卿。

## 著作
時人稱其“左图右史，谈国朝典錢事，娓娓动听，如数家珍，听者忘倦”。曾修纂《赣州府志》。有 《璜溪文集》。

## 家族
曾祖董吉義；祖父董時謙，贈右春坊右庶子兼翰林院侍讀；父董越，南京禮部右侍郎。母溫氏（封宜人）。具庆下。兄天叙、弟天穀、天申。